# Il piccolo aiutante di Babbo Natale
Il piccolo aiutante di Babbo Natale (Santa's Little Helper) è un film del 2015 diretto da Gil Junger.
Pellicola direct-to-DVD e digitale, in Italia è andato in onda in prima visione assoluta sui canali Sky Cinema e in prima visione free su La7d

## Trama
Dax è un materialista aziendale avido, che per prima cosa causa la chiusura di un centro giovanile pochi giorni prima di Natale. Successivamente viene licenziato e, dato che ha vissuto oltre le proprie possibilità, viene lasciato dalla ragazza, perde l'auto e sarà presto sfrattato dalla sua casa.
Nel frattempo al Polo Nord, Babbo Natale sta cercando di sostituire il suo secondo in comando. Eleanor, la figlia dell'uscente Ho-Ho-Ho ritiene che il lavoro dovrebbe essere suo, ma Babbo Natale, credendo che il Polo Nord potrebbe aver bisogno di una influenza umana, incarica Billie, di giudicare Dax come possibile candidato. Billie è un elfo gentile che viene evitato da molti dei suoi fratelli elfi a causa di un difetto genetico che le dà le orecchie rotonde.
Billie dà a Dax una serie di compiti difficili e imbarazzanti per testare il suo carattere, e di tanto in tanto lo salva con la magia del Polo Nord, pur non rivelando che è Babbo Natale che sta cercando di assumerlo. Dax inizia male ma comincia ad ammorbidirsi nel corso delle prove mentre sviluppa anche un'attrazione per Billie, ricambiato. Dopo che Dax aiuta una vittima di rapina a recuperare un prezioso anello, Billie lo dichiara adatto per la posizione.
Dax non crede alla rivelazione di Billie che gli confessa di lavorare per Babbo Natale, ma Babbo stesso arriva a casa di Dax per convincerlo ad accettare il lavoro. Un flashback rivela che Dax tempo prima era stato ottimista e amichevole fino a quando fu incastrato dal proprietario, che rubava i soldi dal centro giovanile che lui stesso ha fatto chiudere a inizio film.
Dax accetta la posizione del Piccolo Aiutante di Babbo Natale, ma Eleanor, utilizzando una legge del Polo Nord, lo sfida. La posizione di aiutante andrà al vincitore di un percorso ad ostacoli molto difficile. Dax perde (con qualche scorrettezza dell'avversaria) ed Eleanor si autoproclama Piccolo Aiutante di Babbo Natale.
Dax torna a casa, dopo aver rubato una campana magica che può far realizzare i desideri e prevede di usarla per salvare il centro giovanile. Babbo intercede e ferma i suoi tentativi di usare la magia, così Dax fa un discorso per radunare la comunità e salvare il centro giovanile da una palla da demolizione. Babbo pone Eleanor sulla lista dei cattivi per la sua poca sportività durante la gara, così la sua sospende, e rivela che era Billie che lui stava testando per la posizione del Piccolo Aiutante di Babbo Natale fin dall'inizio. Billie e Dax condividono un abbraccio romantico sotto una nevicata magica.